# Wandesia propinqua
Wandesia propinqua är en kvalsterart som beskrevs av Thomas Walter 1947. Wandesia propinqua ingår i släktet Wandesia och familjen Protziidae. Inga underarter finns listade i Catalogue of Life.